# Ernesto Brambilla
Ernesto "Tino" Brambilla (Monza, Italija, 31. siječnja 1934. − Monza, Italija, 3. kolovoza 2020.) je bio talijanski vozač motociklističkih i automobilističkih utrka, te stariji brat Vittorija Brambille. Ernesto se 1953. počeo utrkivati u nižim kategorijama talijanskog motociklizma, a 1959. i 1961. natjecao u Svjetskom prvenstvu u motociklizmu u klasi 350cc. Godine 1963. započeo je natjecanje u jednosjedima, a 1966. osvojio je naslov u Talijanskoj Formuli 3. Godine 1968. osvojio je treće mjesto u Europskoj Formuli 2 iza Matrinih vozača, viceprvaka Henrija Pescarola i prvaka Jean-Pierra Beltoisea. U Formuli 1 je imao dva pokušaja da nastupi na utrci. U kvalifikacijama za Veliku nagradu Italije 1963. se nije uspio kvalificirati u bolidu Cooper-Maserati, dok se na istoj stazi 1969. u Ferrariju uspio kvalificirati, no utrku nije startao, jer je svoj bolid prepustio momčadskom kolegi Pedru Rodríguezu. Od 1965. do 1973. nastupao je na utrkama 1000 km Monze i 4 sata Monze, no bez većih uspjeha.

## Vanjske poveznice
- Ernesto Brambilla - Driver Database
- Tino Brambilla - Stats F1
- All Results of Ernesto Brambilla - Racing Sport Cars
- Ernesto Brambilla  Arhivirana inačica izvorne stranice od 21. travnja 2021. (Wayback Machine) - motogp.com
- BRAMBILLA Ernesto ‘Tino’  Arhivirana inačica izvorne stranice od 17. lipnja 2020. (Wayback Machine) - pilotegpmoto.com